# Százkő
Százkő (horvátul: Savska Ves) falu Horvátországban, Muraköz megyében. Közigazgatásilag Csáktornyához tartozik.

## Fekvése
Csáktornya központjától 1 km-re délre fekszik.

## Története
A települést 1478-ban "Zawszkawecz" néven említik először, mint Csáktornya várának tartozékát
A csáktornyai uradalommal együtt Hunyadi Mátyás Ernuszt János budai nagykereskedőnek és bankárnak adományozta, aki megkapta a horvát báni címet is. 1540-ben a csáktornyai Ernusztok kihalása után az uradalom rövid ideig a Keglevich családé, 1546-ban a későbbi szigetvári hős Zrínyi Miklósé lett. 
Miután Zrínyi Pétert 1671-ben felségárulás vádjával halálra ítélték és kivégezték minden birtokát elkobozták, így a birtok a kincstáré lett.  1715-ben III. Károly a Muraközzel együtt gróf Csikulin Jánosnak adta zálogba, de a király 1719-ben szolgálatai jutalmául elajándékozta Althan Mihály János cseh nemesnek. 1791-ben a csáktornyai uradalommal együtt a Festeticsek vásárolták meg.
Vályi András szerint " SZAVSZKOVECZ. Horvát falu Szala Várm. földes Ura Gr. Álthán Uraság, lakosai katolikusok, fekszik Csáktornyához nem meszsze, mellynek filiája; határja jeles termésű."
1910-ben 446, túlnyomórészt horvát lakosa volt. A trianoni békeszerződésig Zala vármegye Csáktornyai járásához tartozott, majd a délszláv állam része lett. 1941 és 1945 között újra Magyarországhoz tartozott. 2001-ben 1238 lakosa volt.

## Nevezetességei
- Szűz Mária Királynő tiszteletére épített új római katolikus templomát 2009. augusztus 22-én szentelte fel Josip Mrzljak varasdi püspök.
- Páduai Szent Antal tiszteletére szentelt kápolnája.

## Külső hivatkozások
- Csáktornya város hivatalos oldala
- A Muraköz történeti kronológiája Archiválva 2010. július 31-i dátummal a Wayback Machine-ben
- A százkői római katolikus templom építése
- A Mária Királynő templom felszentelése[halott link]